# Merla ardent
La merla ardent (Turdus rufiventris) és un ocell de la família dels túrdids (Turdidae).

## Hàbitat i distribució
Habita els boscos de ribera, sabana i ciutats, a les terres baixes, al sud-est de Bolívia, est del Brasil, Uruguai i nord de l'Argentina.